# Zach LeDay
Zachary Vincent "Zach" LeDay (Dallas, Texas, 30 de mayo de 1994) es un jugador de baloncesto estadounidense que pertenece a la plantilla del Olimpia Milano de la Lega Basket Serie A. Con 2,03 metros de estatura, juega en la posición de ala-pívot.

## Trayectoria deportiva

### Universidad
Jugó dos temporadas con los Bulls de la Universidad del Sur de Florida, en las que promedió 4,1 puntos y 2,5 rebotes por partido. Al término de la segunda temporada  fue transferido a los Hokies del Instituto Politécnico y Universidad Estatal de Virginia, pero no jugó la primera temporada en Virginia Tech debido a las reglas de transferencia de la NCAA.
Jugó dos temporadas con los Hookies, en las que promedió 16,2 punt0s y 7,7 rebotes por partido.

### Profesional
Tras no ser elegido en el Draft de la NBA de 2017, su primera experiencia como profesional fue en la temporada 2017-18 en Europa para jugar en Israel, donde firmó un contrato por una temporada con Hapoel Gilboa Galil Elyon de la Ligat Winner.
Tras su primera temporada en Israel, en julio de 2018 fichó por tres años con el Olympiacos B.C. griego, de los cuales solo cumplió uno ya que el 5 de julio de 2019 ambas partes pactaron la rescisión de su contrato.
El 27 de julio de 2019 se hizo oficial su fichaje por el Žalgiris Kaunas por una temporada más otra opcional. El 17 de octubre de 2019 consiguió 26 puntos, acertando 10 de 14 tiros de campo, además de nueve rebotes, dos asistencias y un robo, lo que llevó a Žalgiris a una victoria por 86-73 sobre el Real Madrid. Promedió 11,8 puntos, 4,7 rebotes y 1,0 asistencias por partido. El 13 de julio de 2020 se desvinculó oficialmente del club lituano.
El 13 de julio de 2020, el Olimpia Milano de la Lega Basket Serie A hace oficial su fichaje por 2 temporadas. Al final de la temporada, a pesar de algunas excelentes actuaciones y de ayudar a su equipo a llegar a la Final Four de la Euroliga 2021, donde Milano terminó en tercer lugar (10 puntos y 4,6 rebotes por partido, en 36 partidos, lanzando con un 46,6% desde más allá de la línea de 3), pactó de mútuo acuerdo con Milano romper su contrato el 6 de julio de 2021.
El 6 de julio de 2021 firmó un contrato por dos temporadas con el KK Partizan de la ABA Liga. Durante la temporada promedió 11,4 puntos, 5,1 rebotes y 1,2 asistencias por partido. El Partizan terminó la temporada 2022-23 alzando el trofeo del campeonato de la Liga ABA, tras ganar 3-2 al Estrella Roja en las finales. El 2 de julio de 2023 renovó su contrato con Partizan por otros dos años. Durante la temporada 2023-24, promedió 10,2 puntos, 4,6 rebotes y 1,5 asistencias (la cifra más alta de su carrera) en 29 partidos de Euroliga. La temporada se consideró un fracaso para el Partizan, ya que terminó la temporada sin levantar ningún trofeo.
El 25 de junio de 2024, se anuncia su fichaje por el Olimpia Milano de la Lega Basket Serie A y la Euroliga por 2 temporadas. En noviembre de 2024 fue galardonado con el MVP de la jornada 7 de la Euroliga. Consiguió 19 puntos, 4 rebotes, 2 robos y 2 asistencias para liderar a su equipo. recibió el mismo galardón en la jornada 24, tras conseguir 33 puntos (el máximo de su carrera) y 8 rebotes ante Panathinaikos.

### Selección de Azerbaiyán
En 2024 se nacionalizó azerbaiyano, y debutó con su selección en las ventanas clasificatorias de clasificación para el mundial de 2027 ante Suiza, logrando 22 puntos y 6 rebotes.